# L'Ombre du passé (film, 1963)
Pour les articles homonymes, voir L'Ombre du passé.
Pour plus de détails, voir Fiche technique et Distribution.
L'Ombre du passé (I Could Go on Singing) est  un film américano-britannique de Ronald Neame, sorti en 1963.

## Fiche technique
- Titre : L'Ombre du passé
- Titre original : I Could Go on Singing
- Réalisateur : Ronald Neame
- Scénario : Mayo Simon (en) et Dirk Bogarde (non crédité) d'après une histoire de Robert Dozier
- Production : Stuart Millar, Lawrence Turman, Saul Chaplin (non crédité) et Denis Holt producteur associé (non crédité)
- Société de production : Barbican Films
- Société de distribution : United Artists
- Image : Arthur Ibbetson
- Montage : John Shirley
- Direction musicale : Saul Chaplin
- Musique : Mort Lindsey (en)
- Chansons : Harold Arlen et E. Y. Harburg
- Décors : Wilfred Shingleton
- Décorateur de plateau : John Hoesli
- Costumes : Beatrice Dawson et Edith Head pour les costumes pour Judy Garland
- Pays de production : Royaume-Uni/États-Unis
- Format : Couleur (Technicolor) - Son : Mono (Westrex Recording System)
- Genre : Drame musical
- Durée : 100 minutes
- Dates de sortie :
  - Royaume-Uni : 7 mars 1963 (première à Londres)
  - États-Unis : 20 mars 1963 (Miami)

## Distribution
- Judy Garland : Jenny Bowman
- Dirk Bogarde : David Donne
- Jack Klugman : George
- Aline MacMahon : Ida
- Gregory Phillips : Matt
- Russell Waters (en) : Reynolds
- Pauline Jameson : Miss Plimpton
- Jeremy Burnham (en) : Le docteur